# Iodes
Iodes é um género de plantas  pertencente à família Icacinaceae. É originário de Madagascar e do centro da África. O género foi descrito por Blume e publicado em Bijdragen tot de flora van Nederlandsch Indië 30 em 1825. Sua espécie tipo é Iodes ovalis Blume.

## Espécies
- Iodes africana Welw. ex Oliv.
- Iodes globulifera H.Perrier
- Iodes kamerunensis Engl.
- Iodes klaineana Pierre
- Iodes liberica Stapf
- Iodes madagascariensis Baill.
- Iodes nectarifera H.Perrier
- Iodes perrieri Sleumer
- Iodes pierlotii Boutique
- Iodes seretii (De Wild.) Boutique
- Iodes usambarensis Sleumer
- Iodes yangambiensis Louis ex Boutique